# Yu Xingze
Yu Xingze (chinesisch 于幸泽, * 1976 in Xiuyan, Provinz Liaoning, China) ist ein chinesischer Künstler und Professor für Architektur und Stadtplanung, der in Peking, Shanghai und Bochum tätig ist.

## Leben
Yu Xingze wurde 1976 in der Provinz Liaoning, China, geboren. Im Jahr 2000 erhielt er seinen Bachelortitel an der LuXun Fine Arts Academy in Shenyang. Yu Xingze studierte anschließend von 2002 bis 2003 an der Kunstakademie Düsseldorf bei Jörg Immendorff, bis 2006 bei Professor Jürgen Meyer an der Kunstakademie Kassel. Yu Xingze entdeckte während seiner Studienzeit in Deutschland eine durchsichtige Leinwand aus Nylon, welche zu einem charakteristischen Merkmal seiner hochexpressiven Werke wurde. Nach seiner Rückkehr aus Deutschland studierte er von 2010 bis 2013 Architektur an der China Central Academy of Fine Arts Beijing und schloss mit dem Doktorat ab, 2007–2013 unterrichtete er an derselben Universität. 2013 erhielt er eine Dozentur an der Tonji Universität in Shanghai. Yu Xingze nahm an zahlreichen internationalen Ausstellungen in Deutschland, Dänemark, Korea, Thailand, den USA und China teil. Er lebt derzeit abwechselnd in Peking, Shanghai und Bochum.

## Werk
Während seines Auslandsstudiums in Deutschland hat Yu Xingze ein durchsichtiges chemisches Gewebe entdeckt. Es ist fest, eng gewebt, halbtransparent und kann nach einer einfachen Bearbeitung als Malmedium benutzt werden. Durch die Durchsichtigkeit der Leinwand bekommt das darauf gemalte Bild eine neue visuelle Bedeutung. „Räumung“ und „Sensibilisierung“ der Malerei sind bereits zu neuen Trends der zeitgenössischen Kunst geworden und Yu Xingzes Gruppe transparenter Gemälde passt in diese Strömung. Die transparente Leinwand stellt eine große Inspiration für die Entwicklung der Malmethoden dar, die unendliche weitere Möglichkeiten anbietet.
Interessant ist für Yu Xingze die Materialität der dargestellten Objekte, ihre Konsistenz, wie das Licht von ihren Oberflächen reflektiert wird und ihre Präsenz im Raum. Thematisch sind die Erinnerungen an seine Kindheit für seine Kunst bestimmend. Er hat eine teilweise verborgene und teilweise sichtbare künstliche Welt – politisch, tierisch, spielerisch – mit diesem einzigartigen Material geschaffen.

## Einzelausstellungen
- X City, Shanghai Urban Planning Exhibition Centre, China, 2017
- Yu Xingze 2013–2015 Painting Exhibition, Chun Art Museum in Shanghai, China, 2016
- Animal Brain, Schiller Gallery in Heidelberg, Deutschland, 2015
- The self is not a reference, Chun Art Museum Shanghai, China, 2015
- Visual Paradise – Three Worlds About Yu Xingze, Sishang Art Museum in Peking, China, 2014
- All Promising Phenomena, Meta Gallery, Shanghai, China, 2014
- The Transparent of Reflection, Modern Art Space, Shanghai Himalaya Museum, Shanghai, China, 2013
- Free Toys, Huayi Gallery, Guangzhou, China, 2010
- Free Toys, M Art space, Shanghai, China, 2010[6]
- Bubbles, Kunstakademie Kassel, Kassel, Deutschland, 2006
- Tower, Stellerk Gallery, Kassel, Deutschland, 2004
- Color-Feeling, Sparkasse, Bochum, Deutschland, 2002

## Gruppenausstellungen
- Art & Antique Vienna Hofburg, Wien, Österreich, Schütz Fine Art-Chinese Department, 2018
- Fair for Art Vienna, Wien, Österreich, Schütz Fine Art-Chinese Department, 2018
- Art & Antique Residenz Salzburg (March and August), Salzburg, Österreich, Schütz Fine Art-Chinese Department Art & Antique, 2018
- Art & Antique Vienna Hofburg, Wien, Österreich, Schütz Fine Art-Chinese Department, 2017
- Mutual Supplementary and Conformity, Chinese contemporary art invitational exhibition, Ludwig Art Museum, Koblenz, Deutschland, 2016[7][8]
- Another Germany, Duisburg Art Hall, Duisburg, Deutschland, 2016[9]
- Portrait Now! National Museum of Denmark, Kopenhagen, Dänemark, 2015
- New Family, Chun Museum Shanghai, Shanghai, China, 2015
- Remember, Shuangcheng, Art Exhibit, Duolun Museum, Shanghai, China, 2015
- Five Chinese Artists, Bremer Rathaus, Bremen, Deutschland, 2014[10]
- Portrait Time Art Museum, Peking, China, 2014
- Naive – Opening Exhibition, Eleven Art Museum, Shanghai, China, 2014
- Thawing and Sink, Opening Exhibition, Museum of New Art, Hangzhou, China, 2014
- Images Pingshan – Exhibition of famous works of Chinese and foreign sculpture, Shenzhen, China, 2014
- Seoul Guanghua Gate International Art Festival, Sejong cultural center, Seoul, Südkorea, 2014
- Yuan Shitao: a case study of non sociology, modern Art Space of Zendai Himalaya Art Museum, Shanghai, China, 2014
- TALK ON THE HORSE, XI Gallery, Shanghai, China, 2014
- Perpetual Motion, Contemporary Art Invitational Exhibition, Global port Art Museum, Shanghai, China, 2014
- Seoul World Open Art Exhibition, Sejong Cultural Center, Seoul, Südkorea, 2014
- The Media & Method in the Contemporary Painting, Sishang Art Museum, Peking, China, 2013
- China Youth Art Exhibition, SAP Exhibition Centre, Heidelberg, Deutschland, 2012
- Pulse of Asia, China contemporary art exhibition, Bangkok Contemporary Art Museum, Bangkok, Thailand, 2011[11]
- Super Organism – The 1st CAFAM Biennale, Peking, China, 2011
- Time and Space Survey, 21 Art Center, Shanghai, China, 2010
- The Opening Exhibition of Shangshagn Museum, ShangShang Museum, Peking, China, 2009
- Leaving the Spotlights, New York Contemporary Art Center, New York, Vereinigte Staaten, 2008
- The New Art from China – First Art Fair of Washington, Chinese Art Section, International Conference Center, Washington, D.C., Vereinigte Staaten, 2007
- EXAMEN 06, Kassel Kulturbahnhof, Kassel, Deutschland, 2006
- NORD ART 2006 – the 10th International Art Exhibition, Büdelsdorf, Deutschland, 2006
- Dongbei 20 Years Art Exhibition, Guangdong Museum, Guangzhou, China, 2006
- NORD ART 2005 – Mysterious Art – the 9th International Art Exhibition, Büdelsdorf, Deutschland, 2005
- NORD ART 2004 – Unlimited – the 8th International Art Exhibition, Büdelsdorf, Deutschland, 2004
- Six Young Artists from Kassel, Aachen Museum, Aachen, Deutschland, 2004

## Ausgewählte Werke
- Dalai Lama, Öl auf transparenter Leinwand, 130 × 90 cm, 2013, Schütz Fine Art – Chinese Department
- Golden Gun, Öl auf transparenter Leinwand, 60 × 90 cm, 2013, Schütz Fine Art – Chinese Department
- Hi Flower-Irises, Öl auf transparenter Leinwand, Radius: 50 cm, 2013, Schütz Fine Art – Chinese Department
- Hi Flower-Poppy, Öl auf transparenter Leinwand, Radius: 50 cm, 2013
- Hi Flower-Rosa Chinensis, Öl auf transparenter Leinwand, radius: 50 cm, 2013
- The Gorilla Looking Far Into The Distance 5, Öl auf transparenter Leinwand, 100 × 70 cm, 2013
- The Gorilla Looking Far Into The Distance 2, Öl auf transparenter Leinwand, 100 × 70 cm 2013
- The Gorilla Looking Far Into The Distance 4, Öl auf transparenter Leinwand, 100 × 70 cm, 2013